# به نام خدای رنگین‌کمان
«به نام خدای رنگین‌کمان» از عباراتی است که در اواخر آبان و در جریان خیزش ۱۴۰۱ ایران و پس از حمله به بازار ایذه و کشته شدن چند نفر، از جمله، کودکی به نام کیان پیرفلک فراگیر و حتی به نمادی اعتراضی تبدیل شده است.

## آغاز ماجرا
کیان پیرفلک در آغاز ویدئویی برای شرکت‌دادن قایقش در یک جشنواره می‌گوید «به نام خدای رنگین کمان» که این ویدیو بعدها پُربازدید شد.
مصرع «به نام خداوند رنگین کمان»، شعری است از محمود پوروهاب که در کتاب فارسی دبستان قرار دارد که (به عنوان نمادی اعتراضی) در آغاز شمار قابل توجهی از متن‌ها و سخنان به‌کار گرفته شده است.

## متن شعر
| به نامِ خداوندِ رنگین‌کمان     |  | خداوندِ بخشندهٔ مهربان      |
| خداوندِ سنجاقکِ رنگ‌رنگ        |  | خداوندِ پروانه‌های قشنگ     |
| خدایی که آب‌وهوا آفرید       |  | درخت و گل و سبزه را آفرید |
| خدایی که از بوی گل بهتر است |  | صمیمی‌تر از خندهٔ مادر است  |
| خدایا به ما مهربانی بده     |  | دلی ساده و آسمانی بده     |
| دلی صاف و بی‌کینه مانند آب   |  | دلی روشن و گرم چون آفتاب  |

## کاربرد و واکنش‌ها
بعد از کشته شدن کیان پیرفلک، عبارت «به نام خدای رنگین کمان» به شعارهای معترضان در خیزش ۱۴۰۱ ایران افزوده شده است. حساب توییتر فارسی باشگاه آ.اس. رم ایتالیا با انتشار تصویری از رنگین کمان و عبارت «به نام خدای رنگین کمان» بر فراز ورزشگاه المپیکو، یاد کیان پیرفلک را گرامی داشت. علی‌رضا عصار، خواننده مشهور پاپ، قطعه‌ای به نام «خداوند رنگین کمان» منتشر کرد. احسان حاج‌صفی کاپیتان وقت تیم ملی فوتبال ایران با اشاره به کشته‌شدن کیان پیرفلک - کودکی که اهل ایذه بود و با رگبار گلوله مأموران جمهوری اسلامی کشته شد سخنانش را در نشست خبری جام جهانی قطر در سال ۲۰۲۲ و پیش از بازی با انگلیس را با عبارت «به نام خدای رنگین‌کمان» آغاز کرد.